# Општина Кратово
Општина Кратово је једна од 6 општина Североисточног региона у Северној Македонији. Седиште општине је истоимени град Кратово.

## Положај
Општина Кратово налази се у североисточном делу Северне Македоније. Са других страна налазе се друге општине Северне Македоније:
- север — Општина Ранковце
- североисток — Општина Крива Паланка
- исток — Општина Кочани
- југ — Општина Пробиштип
- југозапад — Општина Свети Никола
- запад — Општина Куманово
- северозапад — Општина Старо Нагоричане

## Природне одлике
Рељеф: Општина Кратово налази се у области Славиште у сливу Криве реке, у подручју Родопских планина. Источни део општине чине Осоговске планине, које се постепено спуштају ка истоку и северу, ка долинском делу општине.
Клима у општини је умереноконтинентална са оштријом цртом због планинског карактера општине.
Воде: Најважнији водоток у општини је Крива Река, која тече кроз северозападни део општине.

## Становништво
Општина Кратово имала је по последњем попису из 2002. г. 10.441 ст., од чега у граду 6.924 ст (65%). Општина је слабо насељена, посебно сеоско подручје.
Национални састав по попису из 2002. године био је:
|           | Број   | Постотак |
| Укупно    | 10.441 | 100%     |
| Македонци | 10.231 | 98,0%    |
| Роми      | 151    | 1,4%     |
| Срби      | 33     | 0,3%     |
| остали    | 26     | 0,3%     |

## Насељена места
У општини постоји 31 насељено место, од којих 1 градско и 30 сеоских:
| - Кратово - Близанци - Вакуф - Горње Кратово - Димонце - Емирица - Железница - Живаљево | - Каврак - Кетеново - Кнежево - Којково - Коњух - Крилатица - Куклица - Куново | - Луково - Мушково - Нежилово - Пендак - Приковци - Секулица - Страцин - Талашманце | - Татомир - Тополовић - Трновац - Туралево - Филиповци - Шлегово - Шопско Рударе |  |